# 王勳 (1872年)

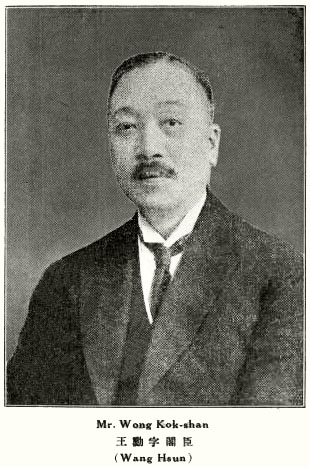
《中国名人录（第三版）》中的王勳相片

王勳（1872年—？），字閣臣，廣東東莞人，清末民初買辦、商人。

## 生平
王勳年少時在家讀書，后到香港皇仁書院念書，畢業後於1895年到天津北洋大學任教。後放棄教職，於1896年到天津的开平矿务有限公司（Chinese Engineering and Mining Company）任買辦。1902年他被清政府賞道台銜。1903年他被任命為粵漢鐵路專員，於1905年又被任命為滬寧鐵路專員。1908年，他成爲漢冶萍公司商务所长。1918年，他任漢口的揚子機器公司（Yangtsze Engineering Works）商务所长。他在1925年前後正在上海的中華鋼製品有限公司（Chung Hwa Steel Products Company, Ltd.）任職。此後情況不詳。

## 家庭
- 弟：王寵惠